# Auchanachie Castle
Auchanachie Castle, auch Achanachie Castle oder Auchanachy Castle, ist die Ruine eines Wohnturms aus dem 16. Jahrhundert, etwa acht Kilometer nordwestlich von Huntly in der schottischen Council Area Aberdeenshire.

## Geschichte
Auchanachie Castle wurde vermutlich als hoher Turm errichtet, dann aber im 17. Jahrhundert in der Höhe gekappt, als der Anbau erstellt wurde. Dort wohnte der älteste Sohn des Clan Gordon aus Avochie. Dann fiel die Burg an den zweiten Sohn des 4. Lairds, dessen Familie es heute noch besitzt. Ein Teil davon, der modernisiert wurde, ist heute noch bewohnt.

## Architektur
Der Turm hat heute drei Stockwerke und der östliche, rechtwinklige Anbau zwei Geschosse. Über dem Eingang findet man die Jahreszahl 1594. Im Winkel der Gebäude liegt ein runder Treppenturm; er hat Schießscharten unter dem Dachüberstand und Fensterschlitze.
An der Ostfassade befindet sich ein massiver Kamin, auch wenn der zugehörige offene Kamin zugemauert wurde. In der Nähe des Kamins gibt es einen Durchgang mit der Inschrift „FROM OVR ENEMIES DEFENDE VS CHRIST“ (dt.: „Vor unseren Feinden schütze uns Christus“) darüber. Der Keller ist als Gewölbe ausgebildet; die Gewölbemitten zieren die Wappen der Campbells, der Frasers und der Gordons. Eine Wendeltreppe führt zum gewölbten Rittersaal im 1. Obergeschoss, der recht klein ist.
Das Gebäude wurde renoviert und frisch verputzt. Auf dem Anwesen gibt es ein rundes Taubenhaus aus dem 17. Jahrhundert, das ebenfalls verputzt ist.
Historic Scotland hat Auchanachie Castle als historisches Bauwerk der Kategorie A gelistet.